# Caper d'Elis
Caper d'Elis (Κάπρος, "Kapros") fill de Pitàgores, fou un atleta grec que va obtenir la victòria al pancraci (boxa i lluita lliure) al mateix dia, als Jocs Olímpics del 212 aC. Pausànies diu que fou el primer, després d'Hèrcules, que va obtenir dos triomfs el mateix dia. Africà diu que fou el segon.